# Psittacula roseata
Il parrocchetto facciarosa (Psittacula roseata Biswas, 1951) è un uccello della famiglia degli Psittaculidi.

## Descrizione
Si tratta di una specie del tutto simile alle altre del genere Psittacula, affine per abitudini allo P. cyanocephala e a lui molto somigliante; ha come caratteristica peculiare una colorazione rosacea della testa; la taglia è attorno ai 30 cm.

## Distribuzione e habitat
Abita le foreste non troppo fitte, le savane, le aree coltivate, fino ai 1500 metri di quota, in un areale che si estende dalla parte orientale dell'Himalaya, al sud della Cina, a tutta l'Indocina.